# Stigmella panconista
Stigmella panconista là một loài bướm đêm thuộc họ Nepticulidae. Nó được miêu tả bởi Meyrick năm 1920. Nó được tìm thấy ở Nam Phi (Nó đã dược miêu tả ở Cape Town).